# 민족 형성
민족 형성(Ethnogenesis)은 한 민족 집단이 형성되는 과정을 말한다. 집단 내부에서 서로 공통된 특징을 식별하거나, 외부와의 구분되는 정체성을 식별하면서 이루어진다. 이미 민족이 있는 상태에서 민족 정체성이 각 개인에게 발달하는 민족 정체성 발달과는 구분되는 용어이다.

## 사례

### 한민족의 형성
한민족은 원시 한국어의 발생, 예맥과 한이나 조선 등 한민족의 전신인 민족 의식의 발생, 한반도 남부를 완전히 한민족(한국어 사용자)으로 흡수한 일, 예맥한이나 고구려 백제 신라 삼국등 한국어 사용자 간의 정체성 통합 등을 거쳐서 현재의 형태 형성되었으며 사람마다 그 중에서 언제가 한민족의 기원인지 기준이 조금씩 다르다.

### 헝가리
헝가리인의 기원에 대해서 마자르인의 카르파티아 정복 이전에 카르파티아 밖에서 핀우그리아족을 마자르인의 시작으로 보는 시각과, 카르파티아에 진출한 핀우그리아족과 카르파티아 평원의 원주민이 섞여서 카르파티아에서 형성된 민족으로 보는 견해가 있다. 전통적인 견해는 마자르인이라는 민족이 형성된 것은 카르파티아를 정복하기 이전이라는 것이지만, 21세기 들어서는 마자르인이라는 집단은 핀우그리아족이 카르파티아를 정복한 후 현지인과 섞여서 새로 형성된 민족이라는 견해도 제기된다.

## 같이 보기
- 건국 신화
- 국민 형성
- 국가 건설
- 언어 되살리기